# 尖子木属
尖子木属（学名：Oxyspora）是野牡丹科下的一个属，为灌木植物。该属共有20种，分布于印度、马来西亚。

## 物种
本属包括以下物种：
- 墨脱尖子木 Oxyspora cernua
- 尖子木 Oxyspora paniculata
- 翅茎尖子木 Oxyspora teretipetiolata
- 刚毛尖子木 Oxyspora vagans
- 滇尖子木 Oxyspora yunnanensis